# ビヨルン

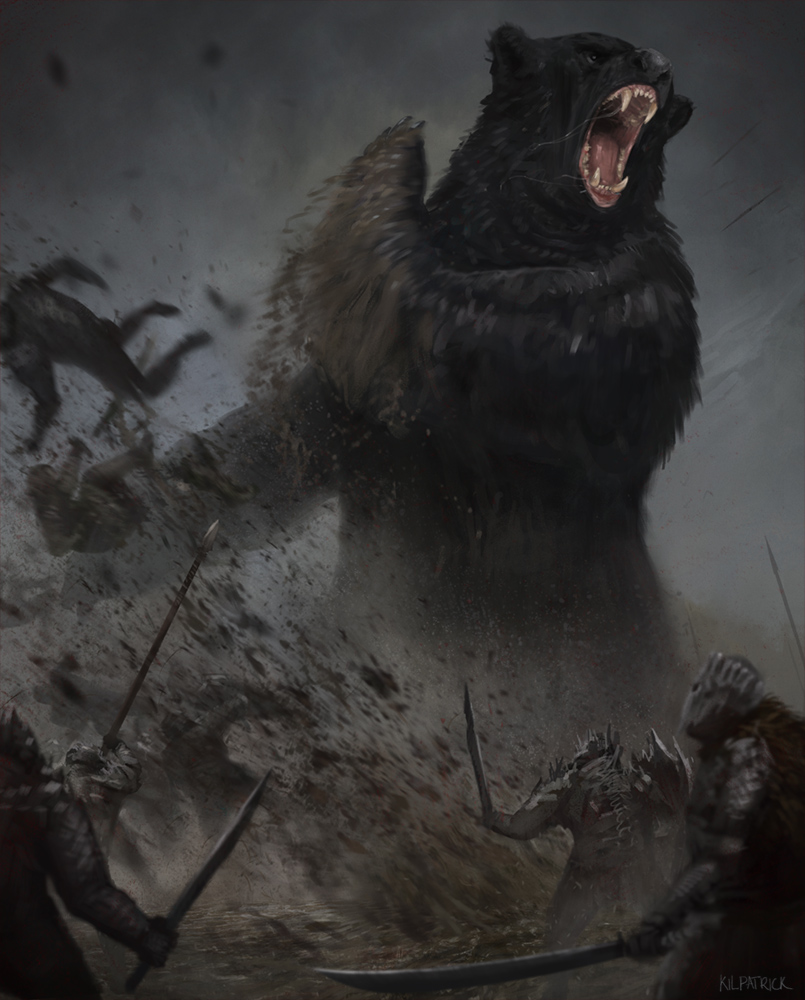
ビヨルン

ビヨルン（Beorn）は、小説『ホビットの冒険』の登場人物。巨大な熊に姿を変えることができる獣人（スキン・チェンジャー）である。また、彼の名前にちなんで大熊に変身する獣化のことを英語ではビヨルニング（Beorning）と呼ばれる。

## 概要
ビヨルンは、自身が「キャロック」と呼ぶ大岩の、程近い森に丸太で組んだ家を持っている巨漢の男性で、一人暮らしではあるが多数の家畜を召使としており、身の回りの世話をさせている。家畜の動物とは会話して意思の疎通を図る能力もある。ガンダルフは彼を「さる人」と呼んで、敬意を表している。自然に暮らし、蜂蜜やクリームを常食とし、野生動物の狩りもする。
豪放な人柄で、筋肉逞しい体に毛深く顎鬚を蓄え粗野な風体ながら礼儀に厳しく、ガンダルフは彼の機嫌を損ねることは危険だとすら述べている。その一方で礼儀正しい客人をもてなすことを好み、また旅人の話を聞くことを好む。自然を深く愛するので、環境を破壊しがちなドワーフ族を快く思わない節があるが、それよりも遥かにゴブリンを憎んでいて、ゴブリンに敵対する者達には好感を抱く。また夜中に熊の姿をして出歩くことがあり、その間は大変な速度で移動することができるらしく、自分の領域を見回ったり、キャロックに登ったりしている。劇中で対面する場面はないが、魔法使いの中でもラダガストとは親交があると語っている。
外部からの集団での来訪者に対する警戒心は強いが、順を追って紹介された場合はその限りではない。このためガンダルフと13人のドワーフ、そしてホビットのビルボ・バギンズも二人ずつ彼の家を訪ねることで警戒心を解いて、彼の食卓に列席することを許されている。蜂蜜酒をたしなむほか、パンや焼き菓子を作ることにかけてはなかなかの腕前で、大変味の良いパンを作る。
その一方、「毛皮を取り替えて」熊に姿を変えた際には強大な力を持ち、ガンダルフによればキャロックに穿たれた階段を作ったのも彼の豪腕と爪によるものであるらしい。この熊の姿の際には獰猛な性格となり、成り行きからゴブリンたちに手痛い損害を与えたドワーフ一行を付けねらうゴブリンの斥候を捕らえて残酷に晒し者にしたほか、『ホビットの冒険』終盤の「五軍の合戦」では友人となったドワーフたちやエルフ・人間の連合軍に加勢するべく怒りに膨れ上がった巨大な熊の姿で駆け付け、押し寄せるゴブリンの軍隊を蹴散らしゴブリン軍の大将首であるボルグを葬った。
なお『ホビットの冒険』では、合戦に参加しビルボやガンダルフと帰路についたビヨルンのその後も述べられており、それによれば中つ国の霧ふり山脈周辺地域の広い範囲を治める長老として多くの子孫を残したと言う。著名なグリムビヨルンをはじめ、彼の子孫である男たちはビヨルンには強さも大きさも及ばないものの、幾世代かにわたって熊に変身する能力をもち、一部に暗黒軍に加担するなど酷薄な悪人（"Wicked bears"）も出たが、その多くは彼の善良な心を受け継いだ、暖かい善人であったという。

## 実写映画
ミカエル・パーシュブラントが演じ、ホビット 竜に奪われた王国とホビット 決戦のゆくえに登場した。前者での登場の際、オーケンシールドの一行が作法に則った挨拶をするシーンが劇場公開版では変更されており、後に発売されたエクステンデッド・エディション（EE）では収録されている。なお、ミカエル・パーシュブラントが2014年4月に再度のコカイン服用によって5ヶ月の収容措置を受けている。これはホビット 決戦のゆくえの制作時期と被っており、後に発売されたエクステンデッド・エディション（EE）では、直接の関連は示されていないが、ビヨルンに関するかなりのシーンが途中段階まで制作されていたが作業中止になって未使用になったと言及されている。

## 参考書籍
- 『ホビット - ゆきてかえりし物語』第四版 注釈版（『ホビットの冒険』注釈版）原書房・著：J・R・R・トールキン・注釈：ダグラス・A・アンダーソン・訳：山本史郎・ISBN 4-562-03023-2